# Финляндско-шведские отношения
Финляндско-шведские отношения — двусторонние отношения между Финляндией и Швецией. Дипломатические отношения между странами были установлены в 1917 году, после обретения независимости Финляндией. У Швеции есть посольство в Хельсинки, а Финляндия имеет посольство в Стокгольме. Протяженность государственной границы между странами составляет 545 километров.

## Сравнительная характеристика
|                     | Финляндия                                          | Швеция                                             |
| ------------------- | -------------------------------------------------- | -------------------------------------------------- |
| Население           | 5 568 637                                          | 10 514 692                                         |
| Территория          | 338 145 км²                                        | 447 435 км²                                        |
| Плотность населения | 16 чел./км²                                        | 21.5 чел./км²                                      |
| Столица             | Хельсинки                                          | Стокгольм                                          |
| Крупнейший город    | Хельсинки                                          | Стокгольм                                          |
| Правительство       | парламентско-президентская республика              | парламентская демократия                           |
| Язык                | финский, шведский                                  | шведский                                           |
| Основная религия    | христианство                                       | христианство                                       |
| ВВП                 | 185 млрд долларов США (34,401 $ на душу населения) | 467 млрд долларов США (47,319 $ на душу населения) |
| ИЧР                 | 0,940                                              | 0,947                                              |

## История
Финляндия входила в состав Швеции на протяжении почти 700 лет: с 1150 года и до окончания Русско-шведской войны в 1809 года, в результате которой Финляндия стала частью России под названием Великое княжество Финляндское. В 1917 году Финляндия получила полную независимость от России и установила близкие дипломатические отношения со Швецией. Шведский язык имеет официальный статус в Финляндии, а финны образуют крупнейшее этническое меньшинство (675 000 человек) в Швеции. В 1995 году Финляндия и Швеция присоединились к Европейскому союзу. Обе страны также до российского вторжения на Украину объединяло то, что они не входили в НАТО, в то время как все другие страны Северной Европы, а также страны Балтии являются членами этой организации.
6 мая 2014 года министрами обороны Финляндии и Швеции — Карлом Хаглундом и Кариной Энстрём — было объявлено о подписании плана оборонного сотрудничества двух стран, согласно которому будут проводиться совместные военные учения авиации, армии и флота, а также совместно использоваться материальные ресурсы вооруженных сил двух стран. По словам Хаглунда, подписанный план «прокладывает дорогу» для создания оборонного союза Финляндии и Швеции.
Политические контакты осуществляются как в официальном, так и в неофициальном формате. Так, 26—28 ноября 2014 года Финляндию посетил с неофициальным визитом король Швеции Карл XVI Густав. Карл Густав приехал как глава делегации Шведской королевской академии инженерных наук, посетил университет Аалто, где участвовал в экономическом семинаре; провёл встречу с президентом Финляндии Саули Нийнистё. Его дочь кронпринцесса Виктория 27 ноября выступила в Эспоо на открытии конференции «Форум будущего». С 3 по 5 марта 2015 года состоялся официальный визит королевской шведской четы. Король Карл XVI Густав и королева Сильвия встречались с высшим руководством Финляндии, с представителями деловых кругов страны, а также с детьми.
Послом Финляндии в Швеции является Лийса Талонпойка (с 2018).